# Siphonorhis brewsteri
Siphonorhis brewsteri é uma espécie de ave da família Caprimulgidae.
Pode ser encontrada nos seguintes países: República Dominicana e Haiti.
Os seus habitats naturais são: florestas secas tropicais ou subtropicais .